# Kongolesiska arbetarpartiet
Kongolesiska arbetarpartiet, Parti Congolais du Travail (PCT) är det största politiska partiet i Kongo-Brazzaville.
PCT var ursprungligen ett prosovjetiskt kommunistparti, bildat i december 1969 av den förre militären Marien Ngouabi som ett år tidigare tagit makten i landet. Ngouabi utropade Folkrepubliken Kongo som Afrikas första marxist-leninistiska enpartistat.
Ngouabi ledde partiet och landet med järnhand fram till sin död i ett attentat i mars 1977 då PCT:s militärråd tog över styret. Månaden därpå utnämnde de general Joachim Yhombi-Opango till partiledare och landets president.
I februari 1979 störtades den sistnämnde i en militärkupp och ersattes av den vice partiledaren Denis Sassou-Nguesso. Nguesso och PCT bibehöll nära band till Sovjetunionen fram till kommunismens fall i början av 1990-talet, då de stora ekonomiska bidragen från detta land frös inne. Landet blev då bankrutt och ekonomiska och politiska reformer tvingades fram.
Ett övergångsråd, som skulle bana vägen för flerpartisystem och demokratiska val, bildades. I parlaments- och presidentvalen 1992 blev PCT bara tredje största parti men Sassou-Nguesso (med 16,87 % av rösterna i presidentvalet) anklagade segraren Pascal Lissouba för valfusk och skramlade med vapen. Trupper från OAU och Gabon tvingades året därpå intervenera i landet för att förhindra inbördeskrig. 
Spänningen mellan Nguesso och Lissouba fortlevde dock. Efter ett kort inbördeskrig 1997 återtog Sassou-Nguesso makten med hjälp av angolanska trupper. 1998 bröt det på nytt ut strider i landet.
Detta ledde till att den demokratiska processen gjorde halt. En ny författning med mycket stark presidentmakt antogs i en folkomröstning i januari 2002 och ledande oppositionspolitiker tvingades i exil. 
Presidentvalet 2002 bojkottades av oppositionen och Nguesso fick nästan 90 % av rösterna.
PCT har därefter alltmer utvecklats till ett parti med oklar ideologi, som främst kämpar för att behålla Nguesso vid makten. De har under 2000-talet ingått olika koalitioner med andra partier för att lyckas med detta. I parlamentsvalet 2007 blev PCT största parti med 47 av de 137 platserna i parlamentet. 2009 omvaldes Nguesso för ytterligare en sjuårsperiod som president, återigen efter omfattande valbojkott och anklagelser om valfusk.